# Run... Fausto, Run...
Run... Fausto, Run è un album di inediti del cantante italiano Fausto Leali, pubblicato nel 1971 dalla Philips.

## Tracce
1. America (Claudio Cavallaro-Giancarlo Bigazzi) - 3:33
2. Run Billy Run (Fausto Leali-Mike Finesilver-Natale Massara-Peter Ker) - 3:07
3. Un pezzo di terra (Alan Taylor-Claudio Rocchi-Milena Cantù) - 3:02
4. La mia primavera (Fausto Leali-Milena Cantù) - 2:46
5. Buongiorno professore (Daniel De Vera-Fausto Leali) - 3:33
6. Piango per chi (Bruno Lauzi-Claudio Daiano-Fausto Leali) - 4:11
7. Lei (Claudio Daiano-Mickey Jupp) - 3:23
8. Qualcuno sa (Alessandro Colombini-Cristiano Minellono-Tim Hardin) - 3:33
9. Il vento lo racconterà (Daniel De Vera-Fausto Leali) - 3:26
10. Canto per lei (Fausto Leali-Luciana Medini) - 3:45
11. Sono contento (Fausto Leali-Milena Cantù) - 2:54
12. Si chiama Maria (Fausto Leali-Luciana Medini) - 3:11